# Cruz de Nivolet
La Cruz de Nivolet(en francés: Croix du Nivolet ) es una cruz cristiana monumental en el Nivolet en el Macizo de Bauges con vistas a Chambéry en Saboya, Francia. 
Está situado en el territorio de la comuna des Déserts, en los límites con Saint-Jean-d'Arvey, a una altitud de 1.547 m. 
El 15 de septiembre de 1861, la primera cruz de Nivolet fue inaugurada por François-Marie Vibert, Obispo de Maurienne, delegado por el Cardenal Billet,de 78 años de edad que no pudo desplazarse al lugar. 
La historia de la cruz comienza cuando el concejo municipal de Chambéry decidió la creación de la Avenida Conte Verde. Para esto, tuvo que demoler la capilla de los Penitentes Negros (des Pénitents noirs) con su calvario y la cruz, se decidió entonces construir una nueva Cruz monumental.
El 15 de septiembre de 1861, se llevó a cabo su inauguración. En 1867, los brazos de la cruz se alargan por un metro. En 1872, se cambió el recubrimiento de la cruz. En 1877, la cruz rindió homenaje al Papa Pío IX.